# مارتا مارتيانوفا
مارتا فاليريفنا مارتيانوفا (الروسية: Марта Валерьевна Мартьянова ؛ ولدت في 1 ديسمبر 1998) مبارزة روسية وبطلة أولمبية لفريق اللجنة الأولمبية الروسية 2021. شاركت مارتينانوفا في حدث مبارازة فريق السيدات في دورة الألعاب الأولمبية الصيفية 2020 في طوكيو بصفتها رياضية بديلة عن أديلينا زاغيدولينا التي استبدلت في مباراة نصف النهائي ضد الولايات المتحدة بسبب أداء أديلينا السيئ ضد لي كيفر، في الشوط الثالث من مباراة الميدالية الذهبية ضد فرنسا ، كانت مارتيانوفا تبارز بولين رانفييه عندما سقطت وأصابت كاحلها الأيسر ؛ ومع ذلك ، واصلت المبارزة وساعدت الفريق في النهاية على الفوز بالميدالية الذهبية.
بدأت المبارزة في عام 2006 وأصبحت عضوًا في المنتخب الروسي في عام 2015.